# 重松亜紀
重松 亜紀（しげまつ あき、1975年11月28日 - ）は、福岡県北九州市を中心に活動しているフリーアナウンサー。元NHK北九州放送局契約キャスター。夫は、歌手で音楽プロデューサーの大内義昭。

## 履歴
北九州市八幡西区黒崎出身。「生粋の黒崎っ子」であることを誇りにしている。
福岡県立東筑高等学校を経て甲南大学法学部を卒業後、1999年にNHK北九州放送局に入局。以後、2007年3月に退職するまで8年間在籍した。
最初の4年間は、『ニュースシャトル北九州』と週末のニュース全般を担当した。2003年に夕方へ移動し、『ゆうどきワイド福岡』北九州パート、『なんしよ〜ん!?北九州』の進行役を務めた。「北九さん」の生みの親と言われており、『なんしよ〜ん!?』では毎日コンビを組んでいた。また、担当していたコーナーの関係で、大内義昭が開いた音楽の専門学校で特別講師を務めた（そのコーナーは視聴者から寄せられたフレーズを基に曲を作り上げるコーナーで、CDも1枚発売された）。在任中、年に数件ほどイベントの司会を務めた。
2007年3月で『なんしよ〜ん』終了、NHKを離れた。現在はフリーランスとして、放送メディア以外でも活動している。なお北九州局の事情から、2008年10月以降半年間、臨時代理職ながら再びNHKの番組に出演しており、『ぐるっと8県 九州沖縄』の北九州パートを担当した。
上記の番組で共演した大内義昭と2009年4月に結婚。結婚式の際に大内は「I LOVE YOU AKI」という自作曲を披露した。

## エピソード
かつて公表されていた公式プロフィールで「片付けられない女」であることを明かしていた（ただし、程度は世間で言われるそれほどではないらしい）。そのため、30歳を迎えた2006年には『なんしよ〜ん!?北九州』で、彼女のために女性を磨き上げるコーナーが作られた。
同じく2006年度には、釣りに挑戦するコーナーも放送された。エリア内にある釣具メーカーに広報として勤務し、自ら釣り師としても地元マスコミに数多く露出している男性の指導を受け、1年をかけて腕を磨いた。そして修了試験では、体長46.5cmのチヌ（クロダイ）を釣り上げた。

## 担当番組
- ニュースシャトル北九州（NHK北九州放送局、1999年4月 - 2003年3月）
- ゆうどき5福岡
  - 環境戦士アースマン（NHK北九州放送局） - シゲマツアキ 役
- ゆうどきワイド福岡（NHK福岡放送局、2003年4月 - 2004年3月）
- なんしよ〜ん!?北九州（NHK北九州放送局、2004年4月 - 2007年3月9日）
- ぐるっと8県 九州沖縄（NHK福岡放送局、2008年10月21日 - 2009年3月） - コーナー進行
  - こんばんは北九州（NHK北九州放送局） - 退局後約1年半ぶりの古巣出演。
- J:COM北九州の番組
- 街道てくてく旅・山陽路（NHK BShi、2009年5月） - J:COM関係者として原田早穂の北九州市内走破分を担当した。

## 執筆
- サンデー新聞 北九州版（毎日メディアサービス） - 不定期にコーナー取材と執筆を担当。